# Поляковский (посёлок)
Поляко́вский — посёлок в Зейском районе Амурской области России. Административный центр Поляковского сельсовета.
Посёлок Поляковский, как и Зейский район, приравнен к районам Крайнего Севера.

## География
Расположен на левом берегу реки Зея, в 135 км от районного центра, города Зея (через Заречную Слободу, Николаевка-2, Николаевку, Алексеевку, Алгач, Умлекан, Рублёвку и Юбилейный). От посёлка на юго-восток (вниз по течению Зеи) идёт дорога к селу Нововысокое и к бывшему посёлку Аяк Шимановского района.

## История
Основан в 1942 году. Первопоселенцами были семьи Губиных, Якимовых, Петровых, Шмаргаловых. После наводнения 1953 года и последующих социально-экономических преобразований многие населённые пункты, располагавшиеся вблизи посёлка, прекратили своё существование, а их жители переселились в Поляковский.

## Население
| 2002 | 2010 | 2012 | 2013 | 2014 | 2015 | 2016 |
| ---- | ---- | ---- | ---- | ---- | ---- | ---- |
| 446  | ↘311 | ↘297 | ↘289 | ↘279 | ↘266 | ↘265 |
| 2017 | 2018 |      |      |      |      |      |
| ↘255 | ↘249 |      |      |      |      |      |

## Улицы
| - пер. Гаражный, - ул. Ключевая, - ул. Лесная, | - ул. Набережная, - ул. Озёрная, - пер. Почтовый, | - пер. Рабочий, - ул. Сосновая, - ул. Школьная. |